# Legaldefinition
Legaldefinition ist die Definition eines Rechtsbegriffs in einem Gesetz durch den Gesetzgeber. Nicht legal definierte Rechtsbegriffe sind unbestimmte Rechtsbegriffe.

## Inhalt und Umfang
Umfang und Inhalt werden dabei für die Zwecke des Gesetzes, in welchem die Legaldefinition enthalten ist, festgelegt. Gesetzestechnisch kann diese Legaldefinition bewusst eng gestaltet werden, was die Anwendbarkeit des betroffenen Gesetzes im Alltag von vornherein einschränkt. Eine entsprechend weite Definition sorgt für eine umfassende Anwendbarkeit der entsprechenden Bestimmungen. Eine Legaldefinition kann einen Begriff dabei bewusst anders als im allgemeinen Sprachgebrauch üblich definieren und so den Anwendungsbereich des Gesetzes erweitern oder einschränken. Aufgrund ihrer Bindungswirkung für die Gerichte dienen Legaldefinitionen auch deren Kontrolle und sind damit Ausdruck des Gewaltenteilungsgrundsatzes.

## Enge und weite Legaldefinition
Der Gesetzgeber benutzt das Mittel der Legaldefinition recht häufig. Er geht dabei das Risiko ein, bei einer zu engen Definition nicht alle möglichen Anwendungsfälle zu erfassen, obwohl er ihre Erfassung gewollt hätte (Gesetzeslücke) oder bei einer zu weiten Definition auch jene Fälle zu erfassen, die nicht vom Gesetz erfasst werden sollten (Mitnahmeeffekt).
Bei vielen definitionswürdigen Begriffen vermeidet er ganz bewusst eine Legaldefinition, weil sich deren Inhalt und Umfang im Zeitablauf ändern kann und dadurch eine gesetzliche Regelung nicht mehr mit der gegenwärtigen Rechtspraxis übereinstimmen würde. Beim Aktiengesetz 1965 hat etwa der Gesetzgeber davon abgesehen, den Begriff „Unternehmen“ zu definieren, weil es ihm zu kompliziert erschien und mit großen praktischen Schwierigkeiten verbunden war. Bei einigen Legaldefinitionen werden Begriffsmerkmale, die die Alltagssprache als selbstverständlich empfindet, wiederum nicht übernommen. So ist der Begriff „Gebäude“ in den Landesbauordnungen der Bundesländer definiert und lässt bei der Aufzählung der verschiedenen Begriffsmerkmale jedoch offen, ob ein Gebäude auch Fenster oder Wände haben muss. Nach dem Bauordnungsrecht sind Gebäude „selbständig benutzbare, überdachte bauliche Anlagen, die von Menschen betreten werden können und geeignet oder bestimmt sind, dem Schutz von Mensch und Tier oder Sachen zu dienen“ (§ 2 Abs. 2 LandesbauO NRW). Gebäude sind Häuser und andere Bauwerke, auch Tiefgaragen. Dabei kommt es auf die Umschließung durch Wände nicht an; die Überdachung allein ist ausreichend. Dass Fenster und Wände nicht Bestandteil der Legaldefinition geworden sind, ist sicherlich keine Gesetzeslücke. Vielmehr wurde der Gebäudebegriff wenig konkret definiert, um die spätere bauliche Entwicklung anderer Bauformen nicht durch eine zu enge Definition des Gebäudebegriffs von vornherein auszuschließen.
Manche Legaldefinitionen befassen sich mit sprachlich weniger subtilen Begriffen, um die Anwendbarkeit des Gesetzes auf bestimmte Fälle zu beschränken. So wird in § 3 Abs. 1 Gebrauchsmustergesetz das Wort „neu“ als nicht zu dem Stand der Technik gehörend definiert.
Viele häufig benutzte Begriffe, die von erheblicher rechtlicher Bedeutung sind, wurden nicht durch eine Legaldefinition näher bestimmt, weil der Gesetzgeber sie als bekannt voraussetzt (etwa der Begriff „Zins“). In diesen Fällen wird es bewusst der Rechtsprechung überlassen, für eine Auslegung zu sorgen. Das ist beim Zinsbegriff bereits durch das Reichsgericht und später den Bundesgerichtshof auch erfolgt.

## Wissenschaftliche Definitionslehre
Legaldefinitionen bauen auf den Erkenntnissen der Definitionslehre auf und verwenden deshalb so genannte explizite Definitionen.
- Dazu gehören konjunktive Definitionen wie „Wegnahme ist der Bruch eines fremden und die Begründung eines neuen Gewahrsams an einer Sache“.[4][5] Diese Definitionen müssen umso merkmalsärmer sein, je größer ihr Anwendungsbereich (Extension) sein soll. Werden im Gegenteil viele Merkmale eingebaut, verkleinert sich entsprechend ihr Anwendungsbereich.
- Explizit sind auch disjunktive Definitionen, die mit Aufzählungen arbeiten und alle erdenklichen Anwendungsfälle erfassen sollen: „Wertpapiere sind Aktien, Kuxe, Zwischenscheine, Zins-, Gewinnanteil- und Erneuerungsscheine, auf den Inhaber lautende oder durch Indossament übertragbare Schuldverschreibungen, ferner andere Wertpapiere, wenn diese vertretbar sind, mit Ausnahme von Banknoten und Papiergeld. Wertpapiere im Sinne dieses Gesetzes sind auch Namensschuldverschreibungen, soweit sie auf den Namen einer Wertpapiersammelbank ausgestellt wurden“ (§ 1 Abs. 1 DepotG). Sie können insbesondere den Nachteil haben, dass sie Merkmale nicht aufzählen, die der moderne Rechtsverkehr erst später entwickelt. Dann müssen die Gerichte durch Auslegung klären, ob die Legaldefinition auch auf neuere Sachverhalte angewandt werden darf. Hat jedoch der Gesetzgeber durch eine enumerative Aufzählung zu erkennen gegeben, dass er eine Ausdehnung des Anwendungsbereichs auf ähnliche, nicht genannte Fälle nicht zulässt (lateinisch enumeratio ergo limitatio), so sind die Gerichte hieran gebunden.

## Spezialität
Aufgrund der Relativität der Rechtsbegriffe gilt eine Legaldefinition in einem Gesetz nicht zwangsläufig auch für andere Gesetze. Für diese anderen Gesetze muss die Bedeutung des Begriffes weiter durch Auslegung herausgefunden werden. Soll diese Legaldefinition auch für andere Gesetze gelten, muss dies ausdrücklich in den betroffenen Vorschriften erwähnt werden. Das Depotgesetz benutzt – wie erwähnt – in § 1 Abs. 1 DepotG eine abschließende Aufzählung, die den Umfang des Begriffs „Wertpapiere“ festlegt. Dieses Gesetz ist ein bankaufsichtsrechtliches Gesetz, welches lediglich im Verhältnis zwischen den Kreditinstituten und der BaFin/Deutschen Bundesbank gilt. Auf die Legaldefinition des DepotG verweist ausdrücklich § 4 Abs. 24 Nr. 1 AWG. Kraft Verweises wird die Legaldefinition des DepotG auch im Geltungsbereich des Außenwirtschaftsgesetzes angewandt.
Während in älteren Gesetzen wie dem Bürgerlichen Gesetzbuch Legaldefinitionen sparsamer verwandt wurden und bei der ersten Verwendung eines Begriffes eingeflochten werden, ist es in neueren Gesetzen üblich, einen Katalog von Definitionen voranzustellen. Letztere Gesetzgebungstechnik ist Folge europäischer und angloamerikanischer Einflüsse (Case law) und erst seit dem Ende des 20. Jahrhunderts zu beobachten.

## Folgen
Die Verwendung einer Legaldefinition führt dazu, dass alle am Rechtsverkehr Beteiligten sich an den vom Gesetzgeber vorgegebenen Merkmalen orientieren und Rechtsfolgen daraus ableiten können. Müssen verschiedene Sachverhalte unter demselben Rechtsbegriff subsumiert werden, tritt nämlich für alle Fälle dieselbe Rechtsfolge ein. Durch Inhalt und Umfang der Legaldefinition bestimmt der Gesetzgeber meistens auch, für welche Sachverhalte die Rechtsfolgen eintreten sollen und für welche nicht.

## Beispiel
Gesetzestechnisch ist eine Legaldefinition meist daran erkennbar, dass der definierte Begriff in Klammern der gesetzlichen Definition folgt oder vorangestellt ist. Ein Beispiel aus dem deutschen Zivilrecht:

„Das Recht, von einem anderen ein Tun oder Unterlassen zu verlangen (Anspruch), unterliegt der Verjährung.“

Dabei ist die Formulierung „Das Recht, von einem anderen ein Tun oder Unterlassen zu verlangen“ die Legaldefinition des Rechtsbegriffes Anspruch.